# QT8: Quentin Tarantino – The First Eight
QT8: Quentin Tarantino – The First Eight ist ein Dokumentarfilm über den US-Filmemacher Quentin Tarantino, speziell über seine „ersten acht Filme“.

## Inhalt
Zahlreiche Schauspieler und Filmschaffende berichten über den Aufstieg des Filmemachers Quentin Tarantino. Seine erste Einladung auf dem Filmfestival von Cannes, seine akribische Arbeitsweise und sein enormes Filmwissen. Er selbst kommt dabei nicht zu Wort, wird aber wenige Male zitiert.
Die interviewten Personen sind: Zoë Bell, Michael Madsen, Samuel L. Jackson, Lucy Liu, Jamie Foxx, Eli Roth, Christoph Waltz, Stacey Sher, Scott Spiegel, Tim Roth, Bruce Dern, Jennifer Jason Leigh, Diane Kruger, Robert Forster, Kurt Russell, Richard N. Gladstein.
Grundlage bilden die „ersten acht Filme“ von Quentin Tarantino von 1992 bis 2015:
- Kapitel 1 – Die Revolution: Reservoir Dogs, Pulp Fiction
- Kapitel 2 – Harte Frauen & Genrekino: Jackie Brown, Kill Bill – Volume 1 und 2, Death Proof
- Kapitel 3 – Gerechtigkeit: Inglourious Basterds, Django Unchained, The Hateful Eight